# Lope de Ulloa y Lemos
Lope de Ulloa y Lemos (Galizia, 1572? – Concepción, 8 dicembre 1620) è stato un militare spagnolo scelto dal viceré del Perù, Francisco de Borja y Aragón, per ricoprire i ruoli di capitano generale e Governatore Reale del Cile, oltre che di presidente della Audiencia Reale del Cile.
Il suo governo in Cile durò due anni, tra il gennaio 1618 ed il dicembre 1620, data della sua morte. Si crede che sia stato avvelenato.